# 北方平鮋
北方平鮋，為輻鰭魚綱鮋形目鮋亞目平鮋科的其中一種，為深海魚類，分布於北太平洋阿留申群島至美國加州海域，棲息深度0-1200公尺，體長可達108公分，棲息在軟底質底層水域，卵胎生，生活習性不明。